# Instituto Agrícola Santa Catalina
El Instituto Agrícola Santa Catalina creado en 1872 en Llavallol fue la primera escuela de formación especializada en agronomía en la Argentina, fue ampliando su formación en estudios superiores hasta que desde 1883 por un tiempo funcionó también allí la primera formación universitaria en ingeniería agrónoma, antes de que esta última fuera trasladada a La Plata. Publicó sus trabajos en volúmenes llamados Anales del Instituto Fitotécnico Santa Catalina.

## Sus inicios
La finca de Santa Catalina había pasado a manos del Estado luego de la quiebra del dueño a fines de 1860. Luego de un período en que se discutió la necesidad de crear una chacra modelo de experimentación y escuela, la Sociedad Rural Argentina adquiriría el predio con este fin.
El instituto fue creado en 1872 por Eduardo Olivera, egresado de la escuela de agricultura de Grignon, Francia, considerado el primer ingeniero agrónomo argentino, durante la presidencia de Sarmiento, momento en el que también se creara el Departamento Nacional de Agricultura, con el propósito de realizar experimentación agrícola. Hasta 1887 en que emergieron los primeros egresados de Santa Catalina, la actividad se nutrió de profesores extranjeros, principalmente belgas y franceses, que marcaron el comienzo de la labor profesional en esa área en la Argentina.
En 1873, comenzó a funcionar la “Escuela Práctica de Agricultura”. El establecimiento sirvió, a la vez, de asilo para los niños que habían quedado huérfanos, producto de los estragos producidos por la epidemia de fiebre amarilla. La escuela de agricultura práctica:

“[…] tiene por objeto educar al hijo del agricultor de modo de formar capataces y obreros por la práctica razonada de todas las faenas rurales que sigan las huellas de sus padres en vez de desertar de las campañas, supliendo así la falta de tradición agrícola entre nosotros […]”.
Pedro F. Marotta: “Nuestras escuelas agrícolas”, Buenos Aires, El Monitor de la Educación Común - Consejo Nacional de Educación, 1915, p. 28.

La escuela funcionó casi una década, hasta que en 1879 el senador provincial José Hernández, sugirió elevar el establecimiento al nivel de escuela superior de agronomía, denominada “Escuela Científica de Ganadería”, cuyos egresados recibirían el título de “Directores científicos de Estancia”. Argumentaba Hernández:

“[…] de lo que se trata es de establecer una escuela donde todos los hijos de los hacendados de la campaña puedan ir a aprender ‘científicamente’ todo lo que se relaciona con la agricultura, el cuidado del ganado y la multiplicación de las razas […]”.
Cámara de Diputados de la Provincia de Buenos Aires: Personalidad parlamentaria de José Hernández, T. I. La Plata, 1947, p. 163.

En 1881, el gobernador Dardo Rocha autorizó la creación del “Instituto Agronómico-Veterinario” en el predio de Santa Catalina. Así, nació el primer instituto de Argentina que otorgaba títulos de ingeniero agrónomo y médico veterinario. El 6 de agosto de 1883 comenzó el dictado de clases.
El instituto contaba con una cabaña, iniciada con animales puros traídos de Europa y un “Conservatorio de vacuna animal”, el primero de su tipo en Sudamérica.
En 1889, se dispuso el traslado del instituto a la ciudad de La Plata y se lo elevó a la categoría de “Facultad de Agronomía y Veterinaria de la Provincia de Buenos Aires”. Como la facultad no podía cubrir todas las necesidades educacionales en materia agrícola, en 1892, se dispuso la creación de “escuelas prácticas de agricultura y ganadería” y, en 1897, el Poder Ejecutivo decretó la apertura de la “Escuela Práctica de Agricultura y Ganadería” en Santa Catalina. La escuela proporcionaba tres cursos: uno de tres años para horticultores, y dos de cinco años para labradores y jardineros respectivamente.